# Juromenha
Juromenha (Jurumeña in spagnolo), nota anche come Nossa Senhora do Loreto è un'ex freguesia del comune portoghese di Alandroal nella regione dell'Alentejo, sottoregione Alentejo Centrale.

## Storia
Juromenha fu comune a sé stante fino al 1836, quando avvenne la riorganizzazione territoriale che coinvolse Juromenha e São Brás dos Matos. Nel 1801 contava 823 abitanti. Essa ha un'antica origine, situata come sentinella del fiume Guadiana. Fu conquistata dagli arabi (che la denominarono Julumaniya) e poi dal re del Portogallo  Alfonso I nel 1167. Passò quindi sotto il dominio dell'Ordine militare di San Benedetto d'Avis, cui venne donata dal re Sancho I del Portogallo. Fu sede di importanti avvenimenti nel XVII secolo con la guerra di restaurazione portoghese e lnel XIX secolo, con la guerra d'indipendenza spagnola. Fece parte della diocesi di Elvas fino al 1882, quando quest'ultima venne incorporata nell'arcidiocesi di Évora.
Dopo la sua annessione al comune di Alandroal, ebbe inizio per Juromenha un periodo di declino, accentuatosi negli anni 1920, quando la popolazione abbandonò del tutto lo spazio fra le mura del castello e la fortezza, sviluppando la periferia intorno all'eremo di Sant'Antonio, che costituisce oggi il nucleo della freguesia.